# Hebalm
Hebalm est une petite station de ski, située près de Preitenegg dans le sud du Land de Styrie, directement à la frontière avec la Carinthie, en Autriche.
Le domaine skiable de Hebalm est situé à quelques kilomètres seulement de la sortie d'autoroute Packsattel. Il est ainsi rapide d'accès depuis Graz ou encore Klagenfurt. En soirée la majorité du domaine est éclairée et visible depuis l'autoroute. Le domaine est surtout connu pour son grand domaine de près de 55 ha. de ski nocturne - à l'égal de Semmering - qui peut y être pratiqué tous les jours jusque 21h00 jusqu'à fin février. Comme les remontées mécaniques ne font pas de pause entre la journée et la soirée, les forfaits horaires restent valables également en soirée.
Situé à basse altitude, la qualité du tapis neigeux y est fortement dépendante de l'enneigement par canons à neige. Les pistes, tracées artificiellement dans la forêt, sont relativement courtes. Le télésiège 4 places Gams permet une remontée confortable mais relativement lente. Il dessert la majorité du domaine.
Il est possible pour tout un chacun de découvrir la pratique du biathlon - avec carabine-laser - sur la piste de 1 km située sur les hauteurs du domaine skiable.
La station est membre du regroupement de stations de ski Skiregion Süd.